# Anita Morris
Anita Rose Morris (14. březen 1943, Durham – 2. březen 1994, Los Angeles) byla americká herečka, zpěvačka a tanečnice.

## Životopis
Anita Morris se narodila v Durhamu v Kalifornii, její matka pracovala v divadle a její otec byl doktor. Nejprve účinkovala v muzikálech (např.: Jesus Christ Superstar, The Magic Show nebo Sugar Babies). Ve filmu účinkovala například ve snímku Mariini milenci (1984), Vánoce na kouřové hoře (1986) nebo Úplní začátečníci (1986). Také účinkovala ve videoklipu Rolling Stones She Was Hot.
V roce 1973 se provdala za Grovera Dalea, se kterým měla syna jménem James Badge Dale. Dne 2. března 1994 zemřela na rakovinu vaječníků ve věku 50 let.